# Поглед у зјеницу сунца
Поглед у зјеницу сунца је југословенски драмски филм из 1966. године у режији Вељка Булајића.

## Радња
Четворица партизана одвојила су се у снежној мећави од јединице. Тројица болују од тифуса, а једини здрав међу њима настоји их довести на сигурно...

## Улоге
| Глумац                   | Улога  |
| ------------------------ | ------ |
| Антун Налис              | Вемић  |
| Велимир Бата Живојиновић | Морнар |
| Фарук Беголи             |        |
| Младен Ладика            |        |
| Милена Дравић            |        |

## Награде
На Фестивалу југословенског филма у Пули 1966. године:
- Антун Налис је награђен Златном ареном за најбољу главну мушку улогу.[6]
- Вељко Булајић — диплома жирија за изузетан приступ у евоцирању трагичне епизоде из НОБ-а